# Schillerschule (Offenbach am Main)
Die Schillerschule ist eine integrierte Gesamtschule mit rund 1000 Schülern in der hessischen Großstadt Offenbach am Main. 1910 unter dem Namen Bernardschule begründet, erhielt sie 1926 ihren heutigen Namen. Namensgeber ist der Dichter Friedrich Schiller.
Das Schulgebäude ist Kulturdenkmal nach dem Hessischen Denkmalschutzgesetz.

## Geschichte
Die Bevölkerungsentwicklung Offenbachs um 1900 war durch die rasche Industrialisierung und hierdurch ausgelöstes Wachstum der Einwohnerzahlen  gekennzeichnet. Im Zeitraum von 1901 bis 1913 entstanden daher acht allgemeinbildende Schulen, um den stark steigenden Schülerzahlen gerecht zu werden. Als eine hiervon wurde die heutige Schillerschule im Jahr 1910 als Volksschule eröffnet. Der Volksmund nannte den Neubau kurzweg Bernardschule, entsprechend der Benennung anderer Schulen in Offenbach nach dem Straßennamen, an dem die Schule lag. Die Schule erhielt als Bernardschule damit ihren Namen nach dem ehemaligen bekannten Offenbacher Schnupftabakfabrikanten Nikolaus Bernard. Die Schule war für Jungen und Mädchen zugänglich. Im Untergeschoss befand sich eine Hauswirtschaftsschule. Ab April 1922 war die Mädchenfortbildungsschule ebenfalls in der Bernardschule untergebracht.
Infolge der Stadtentwicklung Richtung Westen wurde der Verlauf der Bernardstraße geändert, weshalb die Schule fortan an der Goethestraße beheimatet war. 1926 wurde das Kuriosum, dass die Bernardschule an der Goethestraße und die Goetheschule an der Bernardstraße liegt, auf Betreiben der Rektoren beider Schulen durch die Umbenennung der Bernardschule in Schillerschule beendet.
Trotz schwerer Beschädigungen im Zweiten Weltkrieg konnte der Schulbetrieb im September 1945 wieder aufgenommen werden. Die Instandsetzungsarbeiten zogen sich bis 1955 hin.
Die Schillerschule wurde mit Verfügung des Regierungspräsidiums Darmstadt zum 1. August 1976 Gesamtschule im Aufbau. Dadurch umfasste das Angebot der Schule eine Förderstufe, eine Realschule und eine Hauptschule ab der Klasse 7. Die Klassen 5 und 6, jeweils 4- bis 5-zügig und jeweils drei 7. und 8. Hauptschulklassen, vier 9. Hauptschulklassen und eine Realschulklasse und im 10. Schuljahr eine Realschulklasse.

## Die Schule heute
An der Schillerschule werden die Klassenstufen 5 – 10 angeboten. Jede Jahrgangsstufe hat 6 Klassen, jeweils drei Klassen bilden ein Team. Außerdem gibt es zwei Seiteneinsteigerklassen, in denen Schülerinnen und Schüler, die neu ohne Sprachkenntnisse nach Offenbach kommen, zunächst Deutsch lernen.
An der Schule kann der Hauptschul- und Realschulabschluss erworben werden; zudem ist der Übergang in die gymnasiale Oberstufe einer anderen Schule möglich, soweit diese Abitur nach 13 Schuljahren bietet (G9).
Die Schillerschule ist Ganztagsschule.

## Architektur und Gebäude

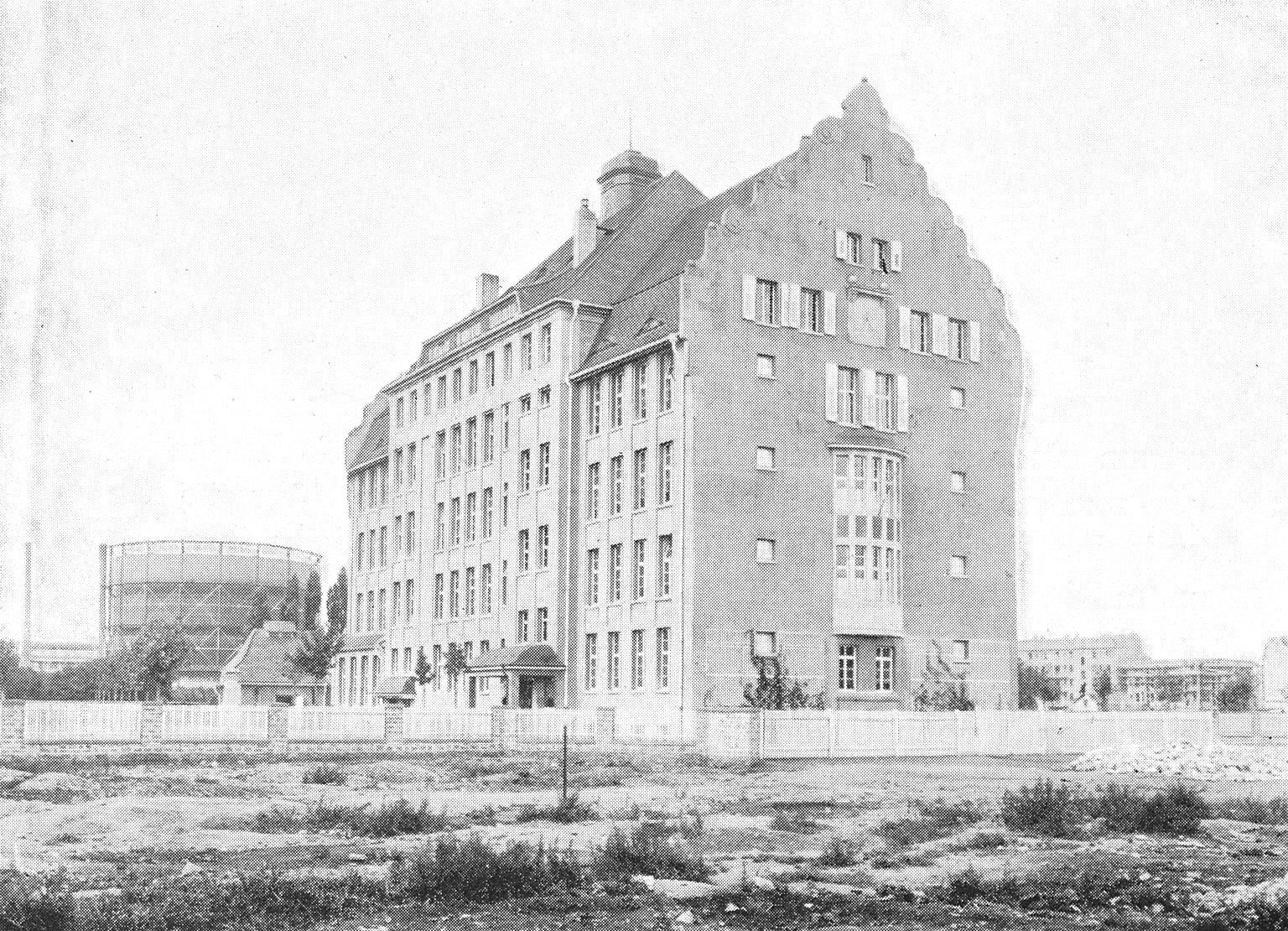
Hauptgebäude (1911)

Der viergeschossige Bau des Hauptgebäudes im Neorenaissancestil wurde 1908 bis 1910 erbaut. 1908 legte Regierungsbaumeister Völker die Pläne für den Schulbau am Rande der Stadt vor. 21 Schulklassen waren ursprünglich im Gebäude untergebracht, ebenso eine Turnhalle, die Schuldienerwohnung, vier Lehrerzimmer, ein Oberlehrerzimmer, ein Konferenzzimmer, zwei Zeichensäle, ein Schulbad und als Neuerung eine Schulküche, in der die Kinder in Kochen und Ernährung unterwiesen wurden.
Der Bau ist in Verputz mit Sandsteingliederung, -kantenquaderung und geschweiften Giebeln ausgeführt. An der nur wenig durchfensterten Südfassade findet sich ein zweigeschossiger Sandsteinerker mit Relieffeldern. Darüber findet sich eine Uhr mit der Datierung „1909“. Der Stufengiebel ist mit Voluten und Kugeln verziert. An den Traufseiten ist das Gebäude viergeschossig ausgebildet mit schlichter Lisenengliederung, breitem achtachsigen Mittelrisalit und Zwerchhaus im Mansarddach. Im Inneren des Hauses sind Teile der originalen Ausstattung wie beispielsweise Gewände mit Relieffeldern oder Treppenanlage erhalten.
Das Gebäude wird heute durch moderne Schulbauten ergänzt.
Das Schulhaus steht unter Denkmalschutz.

## Auszeichnungen
- 2003: Umweltschule in Europa[12]
- 2004: Gütesiegel für Schulen, die Hochbegabte besonders fördern[13]
- 2005: Schule ohne Rassismus – Schule mit Courage[14]

## Bekannte Schüler
- Safiye Can (* 1977), Autorin, Dichterin und lyrische Übersetzerin[15]
- Soufian Amakran (* 1998), deutscher Rapper marokkanischer Herkunft.

## Sonstiges
An der Schillerschule erscheint seit 1986 die Schülerzeitung Der Maulwurf. Die Zeitung wurde zwölfmal auf der Frankfurter Buchmesse als Hessens beste Schülerzeitung (Bereich Mittelstufe) gekürt, zweimal wurde zusätzlich ein Artikel als bester Einzelartikel ausgezeichnet; beim bundesweiten Wettbewerb des Spiegel belegte die Zeitung mehrfach vordere Plätze und 2008 wurde der Maulwurf zur besten Schülerzeitung Deutschlands gewählt.